# Reserva Natural de Teberda
A Reserva Natural de Teberda (em russo:  Тебердинский) (também conhecido como Teberdinsky) é uma área de preservação 'Zapovednik' (reserva ecológica em russo) localizado nas encostas do norte do trecho oeste do Cáucaso. É a reserva natural mais visitada da Federação Russa, com mais de 200.000 visitas registradas em 2010. Incluído na reserva está um popular complexo turístico ("Dombay") e resorts nas áreas circundantes.  O terreno apresenta variações extremas: 31,7% de florestas, 20% de prados, 8,5% de geleiras, 38,4% de rochas e seixos, 0,7% de água (existem 157 lagos e 109 geleiras). A reserva é dividida em duas seções - o Tebardinsky (192,72 km2) a leste e o Arkhyz (657,92 km2). As duas seções foram conectadas em 2010 por um "polígono da biosfera", a Reserva Natural do Estado do Cáucaso. Os dois setores estão situados no distrito de Carachai, na República de Carachai-Circássia. O parque integra uma reserva da biosfera mundial da UNESCO desde 1997.  A reserva foi criada em 1936 e abrange uma área de 84 996 hectares (330 sq mi).  

## Topografia

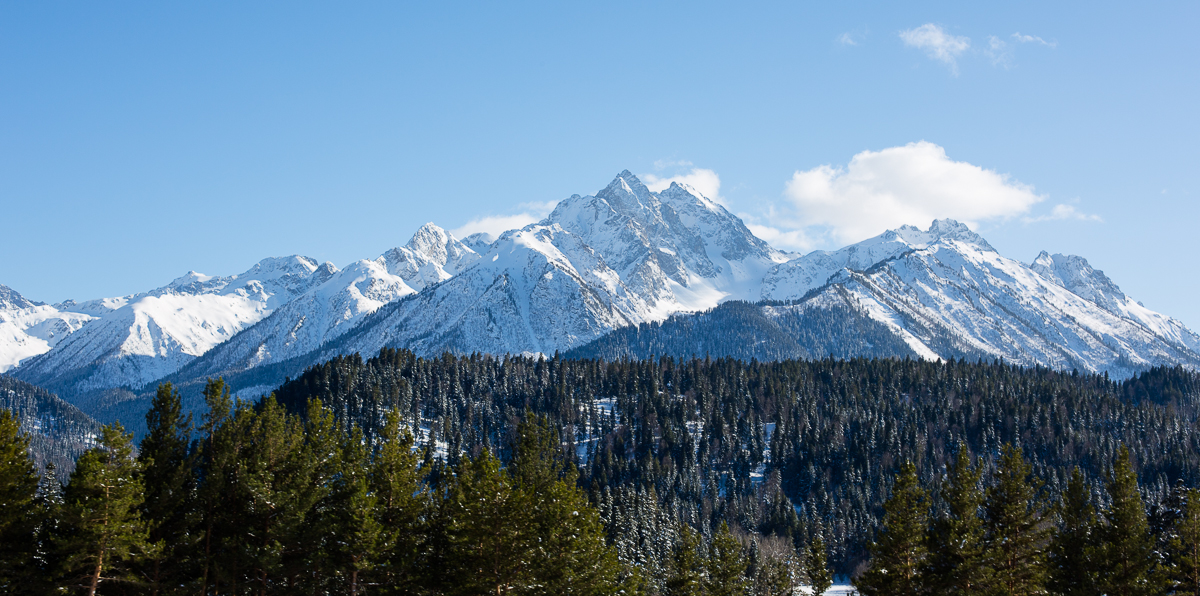
Monte Dombay

A fronteira sul da Reserva de Teberda percorre ao longo da cordilheira do Cáucaso, desde o pico "Klukhori" até o pico "Herzog". A seção oriental, Tebardinsky, cobre as nascentes do rio Tebarda. A seção ocidental, Arkhyz, é o vale do rio Kyzgych. A altitude varia entre 1.260 e 4.047 metros acima do nível do mar. Os picos mais altos da região são Dombay-Ulgen (4.042 m), Boo-Ulgen (3.915 metros), Dzhalovchat (3.870 metros) e Bela Kaya (3.861 metros). As montanhas eram formadas por forças tectônicas e os vales longitudinais esculpidos por dois períodos principais de glaciação, um no Jurássico e o outro mais recente. 
Existem 109 geleiras, com uma área total de 74,3 km2, e extensos campos de neve nas montanhas. Alimentando riachos em encostas íngremes, as geleiras formam fortes corredeiras e cachoeiras. Existem 157 lagos concentrados no território, com uma profundidade máxima de 30 a 50 metros e a maioria acima de uma altitude de 2.000 metros.  

## Clima e Ecorregião
A Reserva de Teberda está localizada na ecorregião de florestas mistas do Cáucaso. Localizado ao longo das montanhas do Cáucaso, entre o Mar Negro e o Mar Cáspio. Um dos níveis mais altos de endemismo e diversidade de espécies do mundo: 23% das espécies vasculares e 10% dos vertebrados. 
O clima de Teberda é clima continental úmido, de verão fresco ( Classificação climática de Köppen (Dfc) ). Esse clima é caracterizado por longos invernos frios e verões curtos e frescos.  A temperatura média em janeiro é de 2,9 °C e em julho é de +15,5 °C. O período médio de congelamento é de 126 dias. A cobertura de neve dura de 21 a 122 dias, uma média de 73 dias. À medida que a altitude aumenta, a precipitação aumenta e a temperatura cai em média 0,5 °C por 100 metros de subida. 

## Flora e fauna

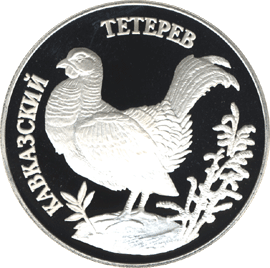
Galo silvestre preto caucasiano, um residente da reserva Teberda. Moeda de prata de 1 rublo, Rússia, 1995

O zoneamento de elevada altitude conduz as plantas na reserva, com cinco níveis (em ordem crescente): floresta, sub-alpino (2.000 - 2.500 metros), alpino (2.500 - 3.000 metros), subnival e nival (neve). A zona florestal (34%) é dominada por pinheiros, com um sub-bosque de zimbro e rododendro. As áreas do sul da reserva são florestas de coníferas e as planícies mais baixas do rio Teberda apresentam amieiros. As zonas alpinas são charnecas e prados alpinos. Existem 46 espécies de mamíferos que vivem no território, com cerca de 1.300-1.600 íbex caucasianos, que possuem grandes chifres de sabre atingindo 1 metro de comprimento em machos idosos. O bisonte foi reintroduzido na área após ter sido exterminado em 1926; o bisonte selvagem da reserva era de 32 em 2015. Recentemente, o chacal penetrou no território e atualmente é o predador mais comum. 
Existem três peixes nos córregos da reserva: truta marrom, peixinho comum e lombo europeu. Teberda é uma importante área de aves, com 226 espécies registradas. O quase-ameaçado galo preto silvestre é um residente da reserva e endêmico do Cáucaso. 

## Ecoturismo
Grande parte da Reserva de Teberda é uma zona natural estritamente protegida e fechada ao público em geral. Existem muitas rotas 'ecoturistas' na reserva, no entanto, abertas ao público apenas com licenças disponíveis para a compra dos escritórios da reserva ou na trilha de Dombay. Há uma extensa infraestrutura turística na entrada da reserva, incluindo hotéis, restaurantes e instalações para conferências. 

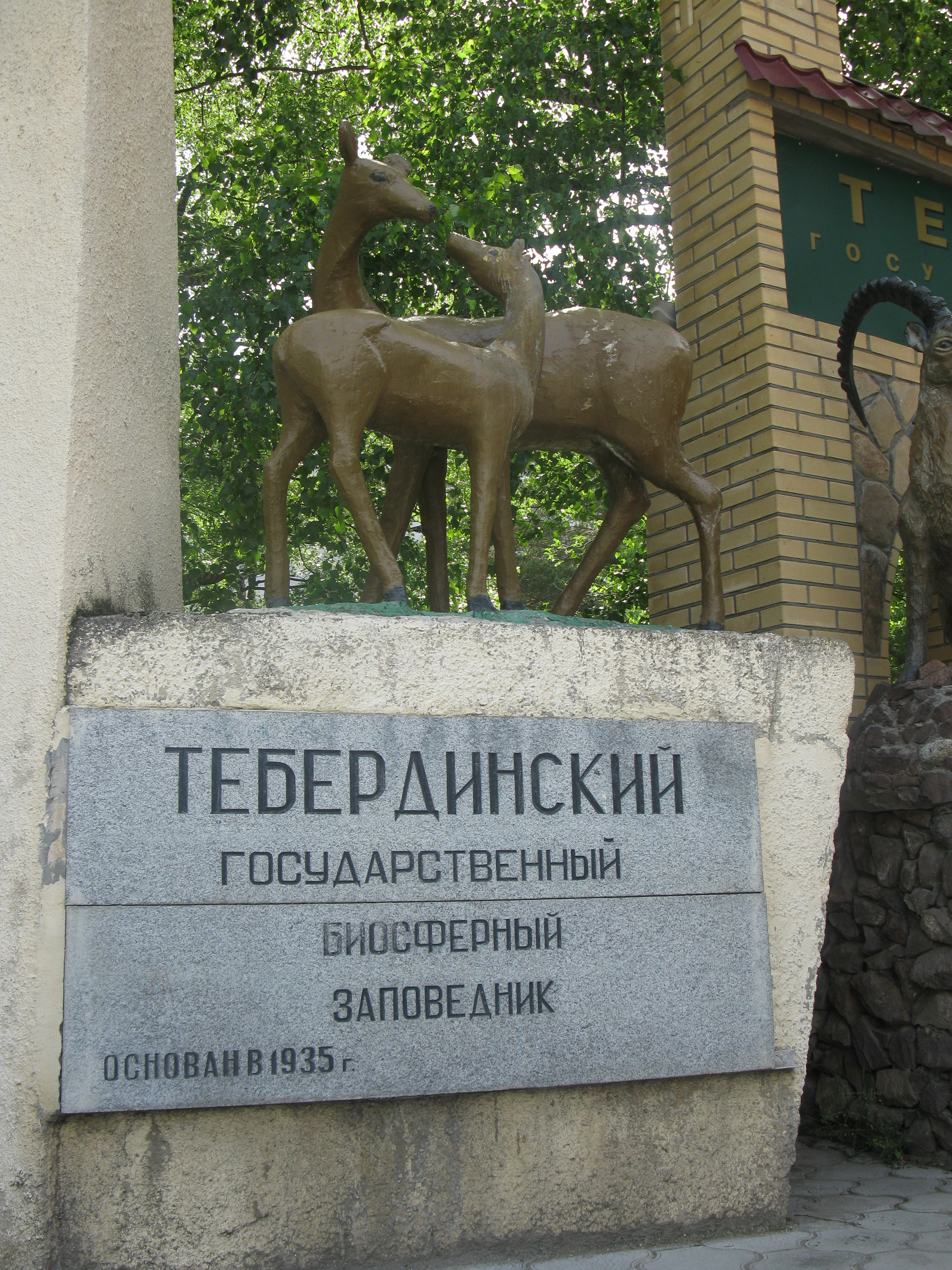
“Reserva da Biosfera do Estado de Teberda. Fundado em 1935 "
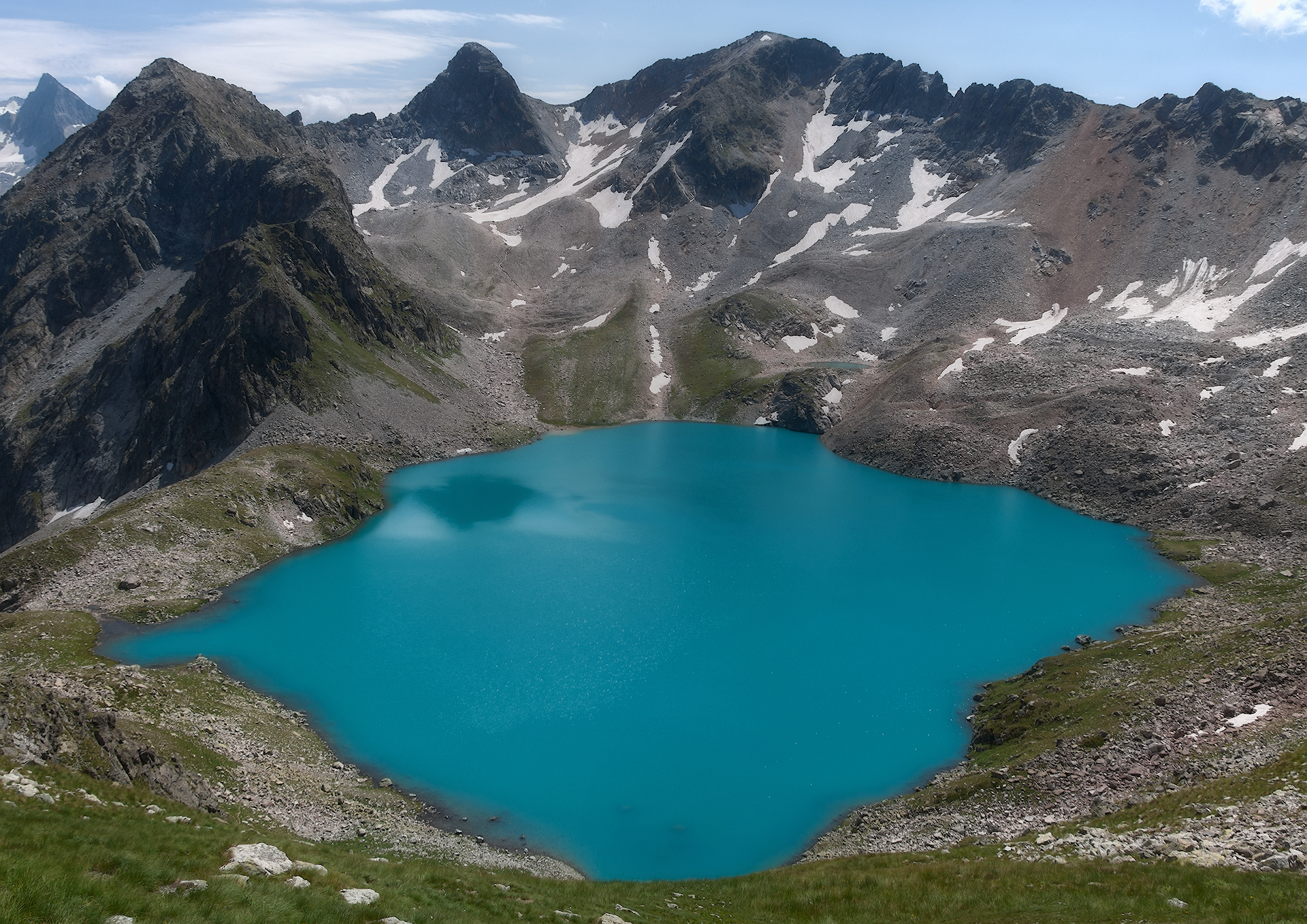
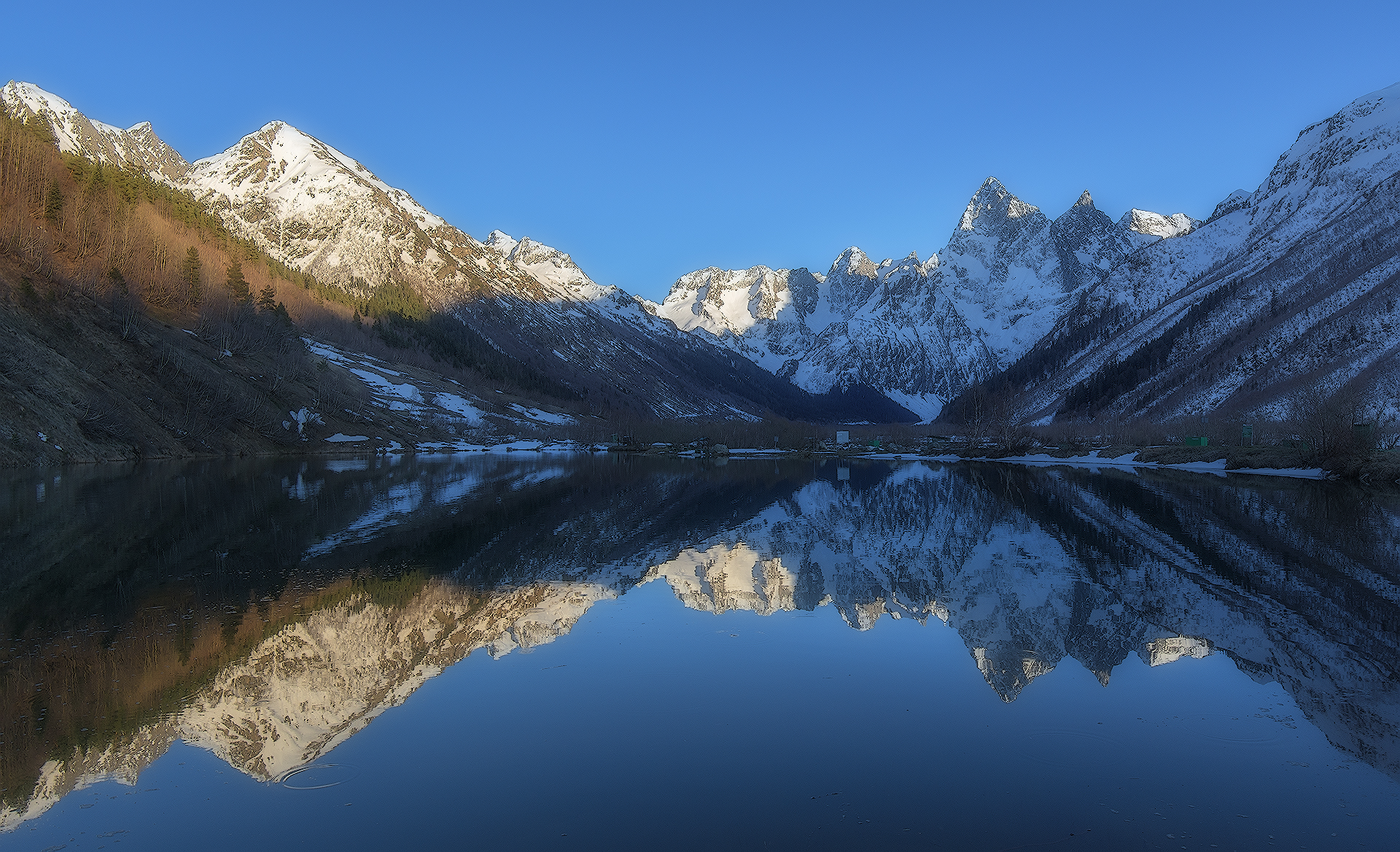
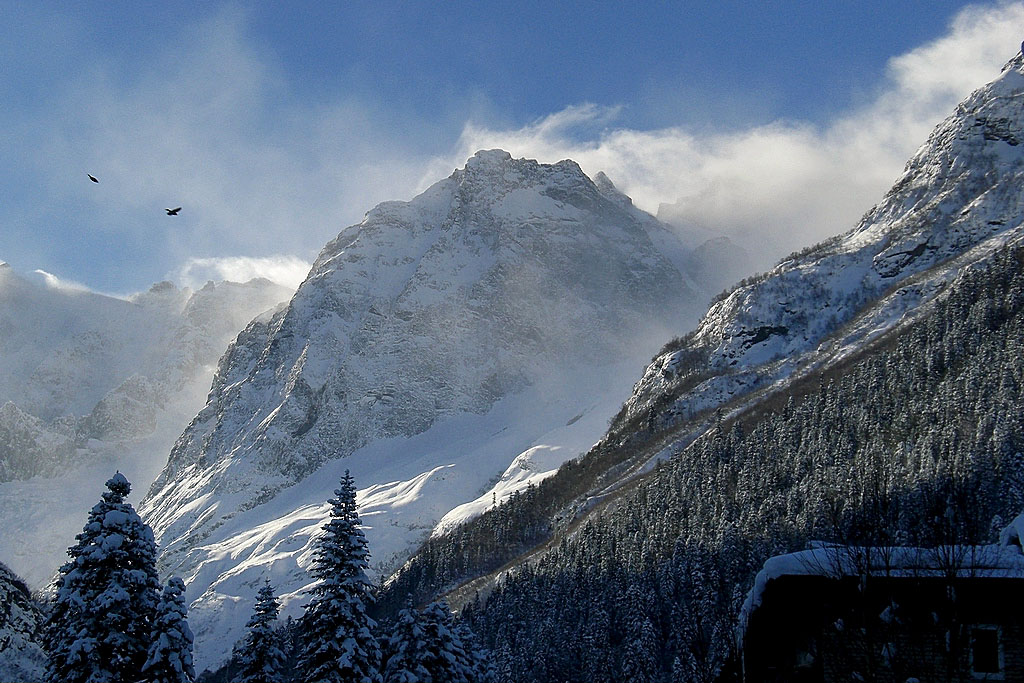
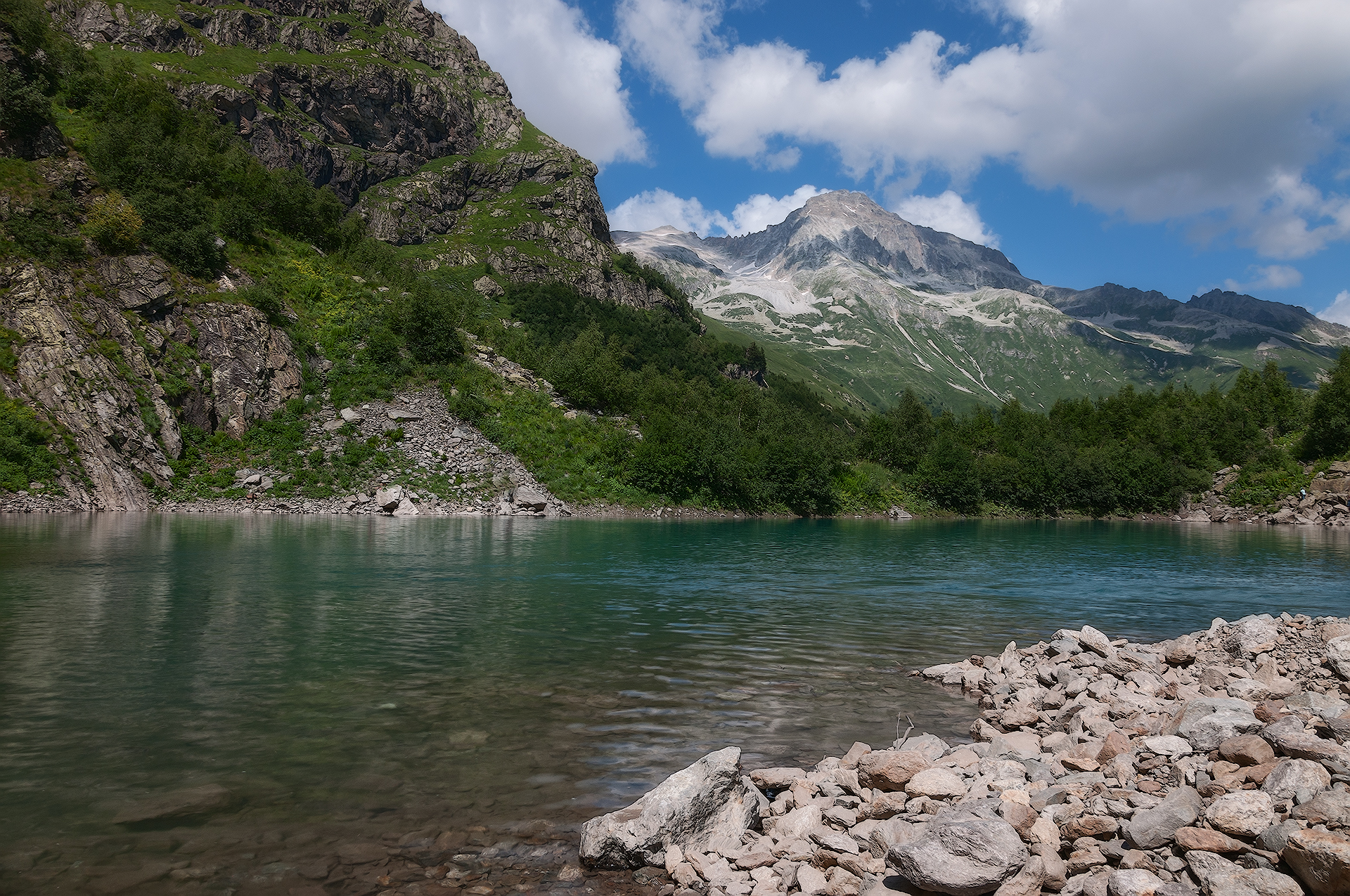
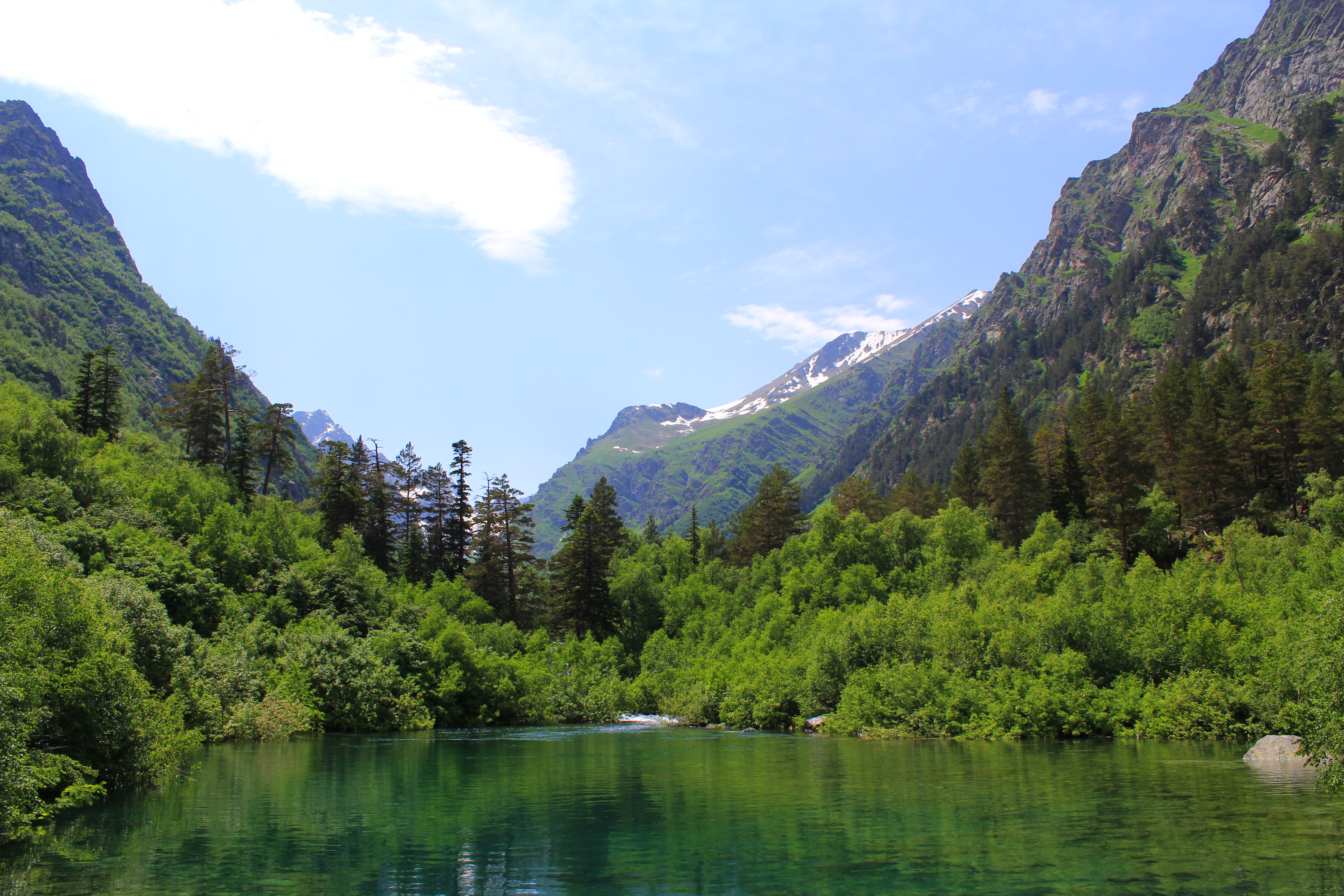
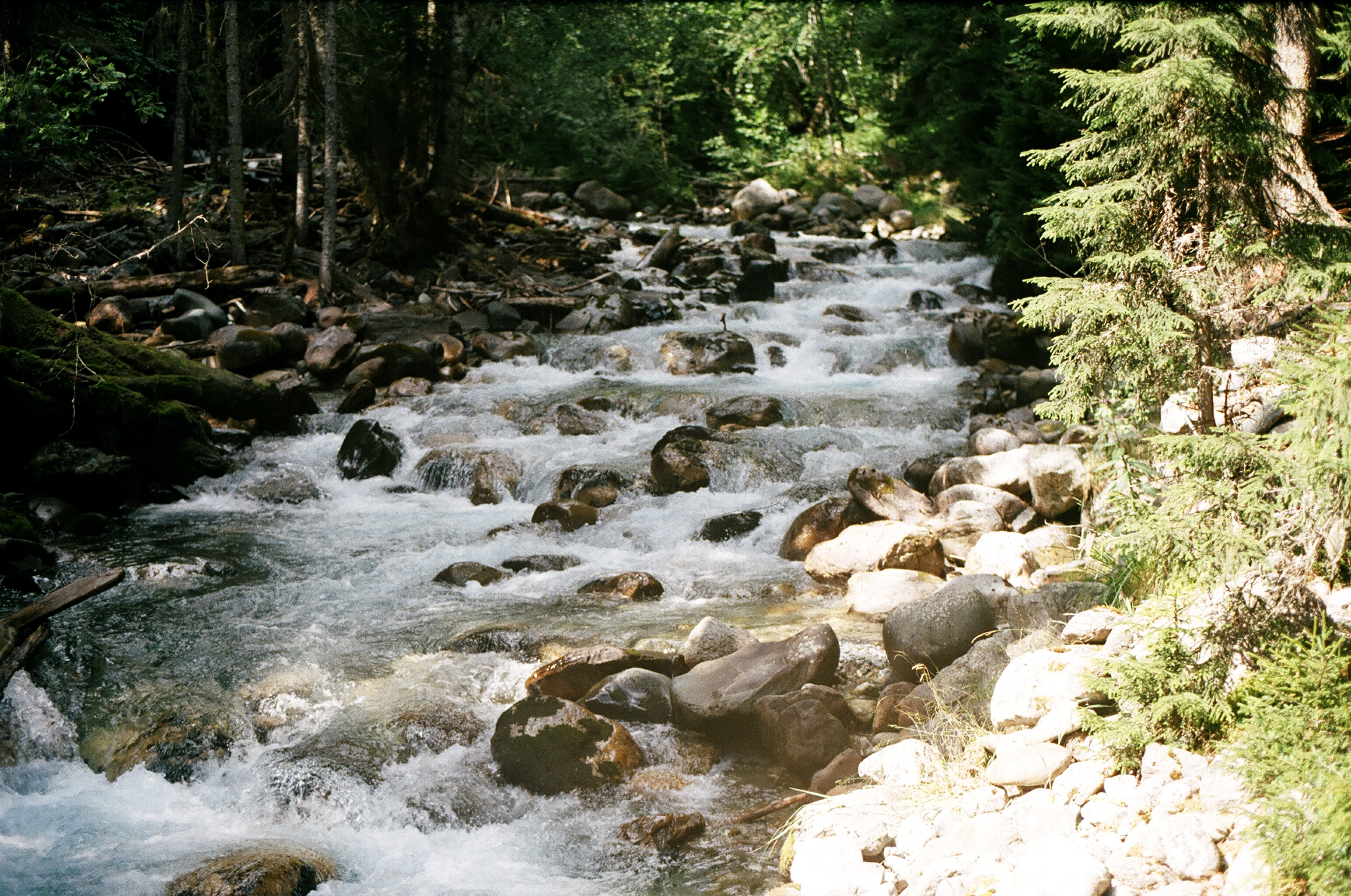
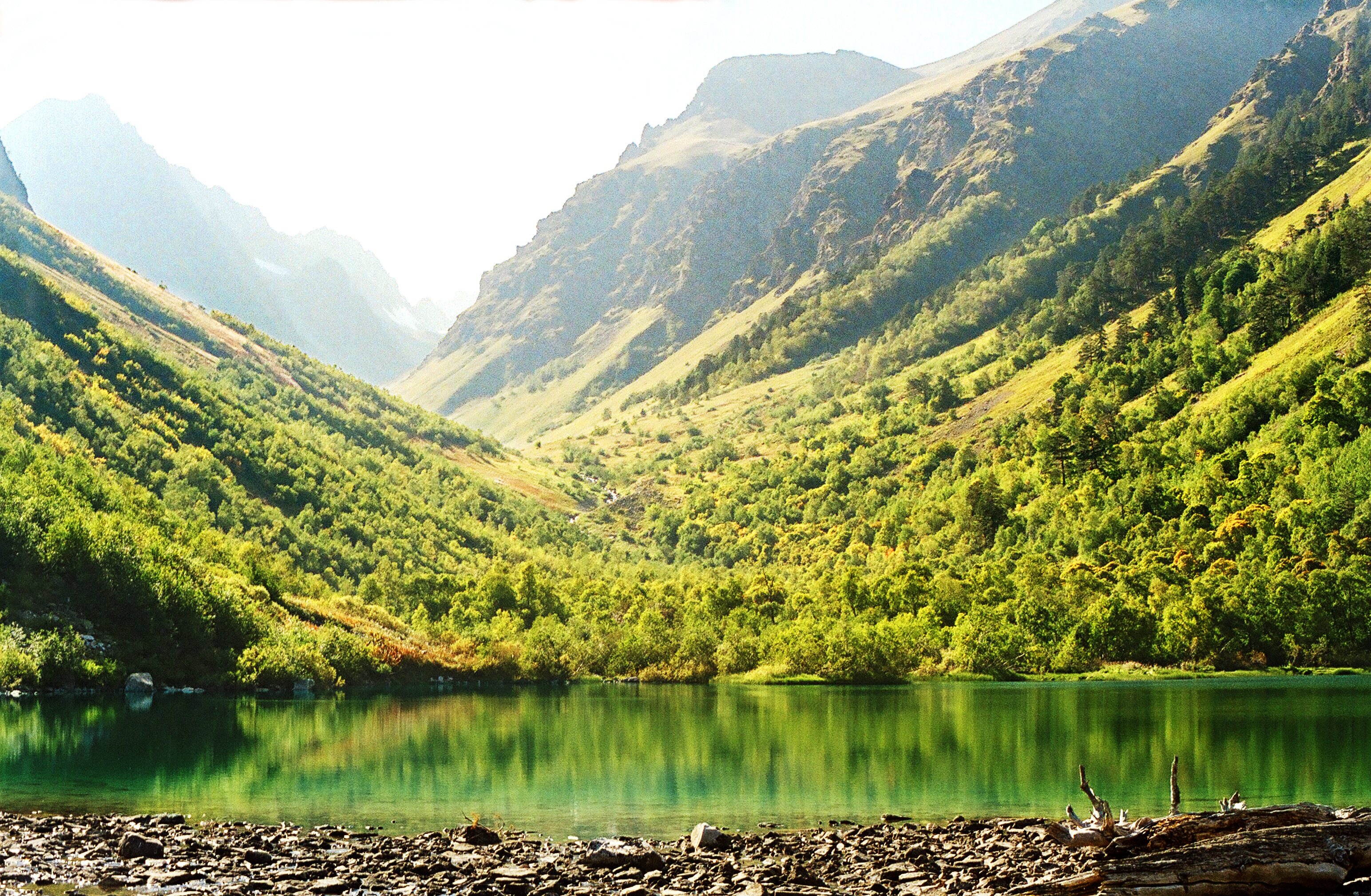